# John Miller (North Dakota)
John Miller, född 29 oktober 1843 i Dryden i delstaten New York, död 26 oktober 1908 i Duluth i Minnesota, var en amerikansk republikansk politiker. Han var den första guvernören i North Dakota 1889-1891.
Han flyttade 1878 till Dakotaterritoriet och deltog 1889 i North Dakotas konstitutionskonvent. Han hade ingen annan tidigare politisk erfarenhet när han blev invald som delstatens första guvernör. Efter en mandatperiod vägrade han att ställa upp för omval.